# PhpBB
PhpBB is een opensource softwarepakket, geschreven in PHP, bedoeld om een internetforum te ontwerpen. De naam is een samenvoeging van PHP en Bulletin Board. Het is beschikbaar onder de GPL, een licentie voor vrije- en opensourcesoftware.

## Kenmerken
PhpBB heeft onder andere de volgende kenmerken:
- Een sjabloonsysteem waardoor de vormgeving kan worden aangepast. De basisstijl is volledig responsive
- Ondersteuning voor internationalisatie. Er zijn momenteel (januari 2017) 54 vertalingen beschikbaar.[2]
- Grote gebruikersgemeenschap waarbinnen mensen elkaar ondersteuning bieden, zowel via de officiële (internationale) website als via lokale sites.
- Grote gebruikersgemeenschap die opensource uitbreidingen maakt op de officiële code, waarmee extra functionaliteiten kunnen worden toegevoegd.

Het kan gebruikt worden in combinatie met een aantal verschillende databasesystemen. Dit zijn MySQL, PostgreSQL, MSSQL en SQLite. In phpBB2 werd ook Microsoft Access (voor kleine fora) ondersteund, maar dat verviel bij phpBB3. Met phpBB 3.2 is ook ondersteuning voor Firebird komen te vervallen.

## Geschiedenis
PhpBB werd gestart door James "theFinn" Atkinson als een simpele UBB-achtige forumapplicatie voor zijn eigen website op 17 juni 2000. Nathan Codding en John Abela (die geen van beiden nog lid zijn van het team) begonnen mee te helpen met de ontwikkeling van phpBB nadat het project was toegevoegd aan de SourceForge CVS, en het werk begon om 1.0.0 te ontwikkelen. Een volledige functionele versie van phpBB was beschikbaar vanaf 1 juli 2000.
De uiteindelijke versie van phpBB 1.0.0 werd beschikbaar gesteld op 16 december 2000, met daaropvolgend een aantal verbeteringen aan de 1.x-codebases in twee nieuwe versies (phpBB 1.2.0 werd beschikbaar gesteld op 16 februari 2001 en 1.4.0 op 25 april 2001). De laatste 1.x-versie was phpBB 1.4, beschikbaar gesteld op 6 november 2001.
Tijdens de levensloop van de 1.x-serie hebben verscheidene personen deel uitgemaakt van het phpBB Team: Bart van Bragt (BartvB), Frank Feingold, Paul S. Owen (psoTFX) en Johnathan Haase, Nathan Codding en John B. Abela. Al deze teamleden zijn inmiddels gestopt.
PhpBB 2.0.x werd gestart op 17 februari 2001. Deze nieuwe versie werd volledig van de grond opgebouwd; de ambities van de ontwikkelaars waren te groot geworden voor de basis die 1.x had gelegd. Na een jaar van ontwikkeling en uitgebreid testen werd phpBB 2.0.0 (de "Super Furry"-editie) op 4 april 2002 beschikbaar gesteld (drie dagen later dan bedoeld). De bedoeling was dat phpBB 2.0.x zelf doorliep na phpBB 3.x, omdat phpBB 3.x flink wat functies omvat en daardoor ook een stuk complexer overkomt dan 2.x. Daarom is er een gebruikersgroep die toch de voorkeur houdt voor phpBB 2.0. Sinds 1 januari 2009 is de ontwikkeling en ondersteuning voor phpBB2 toch beëindigd (zie referentie voor toelichting).

## Versiegeschiedenis
| Legenda     | Legenda               | Legenda                 | Legenda                           | Legenda            |
| ----------- | --------------------- | ----------------------- | --------------------------------- | ------------------ |
| Ondersteund | Niet meer ondersteund | Ondersteunde testversie | Niet meer ondersteunde testversie | Toekomstige versie |

| Naam   | Eerste versie | Eerste Releasedatum | Laatste versie | Laatste releasedatum |
| ------ | ------------- | ------------------- | -------------- | -------------------- |
| phpBB1 | 1.0.0         | 16-12-2000          | 1.0.??         | ??                   |
| phpBB1 | 1.2.0         | 16-02-2001          | 1.2.??         | ??                   |
| phpBB1 | 1.4.0         | 25-04-2001          | 1.4.4          | 06-11-2001           |
| phpBB2 | 2.0.0         | 04-04-2002          | 2.0.23         | 17-02-2008           |
| phpBB3 | 3.0.0         | 13-12-2007          | 3.0.14         | 04-05-2015           |
| phpBB3 | 3.1.0         | 28-10-2014          | 3.1.12         | 07-01-2018           |
| phpBB3 | 3.2.0         | 07-01-2017          | 3.2.9          | 06-01-2020           |
| phpBB3 | 3.3.0         | 06-01-2020          | 3.3.14         | 20-11-2024           |
| phpBB4 | 4.0.0         | -                   | -              | -                    |

## Modificaties en extensies
MOD's zijn code-modificaties, ook wel aanpassingen genoemd, die het phpBB-forum kunnen uitbreiden en/of aanpassen. Daarmee wordt uitbreiden bedoeld in de zin van bijvoorbeeld extra functies toe te voegen of te wijzigen. Deze MOD's worden gemaakt door leden van de phpBB community en worden goedgekeurd en uitgebracht door het MOD Team van phpBB.com. De term MOD is afgeleid van het woord MODification (Engels voor wijziging).
Sinds versie 3.1 worden MOD's niet meer toegepast, maar focust men op Extensies. Het voornaamste verschil is dat extensies geen aanpassingen doen aan de broncode, maar toch functies kunnen toevoegen of wijzigen. Dit maakt het een stuk eenvoudiger om updates te installeren. Tevens is het installeren van een extensie vaak een stuk eenvoudiger dan het installeren van een MOD.

## 3.x-reeks
De vorige stabiele codebasis is 3.0.x met codenaam Olympus. In juni 2010 is vastgesteld welke functies geïmplementeerd konden worden in 3.1 en sindsdien heeft versie 3.1 de codenaam Ascraeus, gebaseerd op de codebasis van 3.0. Naast diverse uitbreidingen van de functies en mogelijkheden is een belangrijk kenmerk dat er extensies gemaakt kunnen worden en dus minder modificaties van de code nodig zijn. Het ideaal plaatje is dat een eindgebruiker simpelweg een extensie kan downloaden en kan invoegen in zijn forum, zonder enige kennis van de code. In versie 3.2 is dit verder uitgewerkt en zijn er enkele onderliggende onderdelen beetgepakt die niet direct inzichtelijk zijn voor de eindgebruiker. Ditzelfde geldt voor versie 3.3, waarbij de voornaamste wijzigingen zitten in compatibiliteit met serversoftware en het Symfony framework.

## Toekomst
In het verleden waren er plannen om op de lange termijn te werken aan phpBB4. Dit zou een compleet nieuw systeem zijn wat van de grond af wordt opgebouwd. Inmiddels is ervoor gekozen om de gewenste wijzigingen in kleine stappen door te voeren in de 3.x-lijn. Reden hiervoor is dat bij de ontwikkeling van zowel versie 3.0 als 3.1 heel veel energie is gestoken om code te moderniseren en te herschrijven, wat ertoe geleid heeft dat de herschreven code alweer aan herziening toe was voordat de versie klaar was. Door het in kleinere stappen te doen wil men dit voorkomen en zo sneller de verbeteringen naar de gebruikers toe te krijgen.
Er wordt nu parallel ontwikkeld voor de 3.x reeks als de 4.x reeks, waarbij 4.x met name grote wijzigingen moet gaan bevatten zoals een nieuwe style engine en een nieuwe structuur die modules voor controle panelen moet gaan vervangen.

## Veiligheid
In december 2004 was er een epidemie van een virus, door Kaspersky Net-Worm.Perl.Santy.a gedoopt, dat gebruik maakte van een kwetsbaarheid van phpBB 2.0.11 en lager. Hoewel dit probleem toen bij de eerst volgende versie is opgelost, heeft phpBB lange tijd last gehad van een slecht imago als het om veiligheid gaat. Dit imago is echter inmiddels niet meer terecht. Al enkele jaren heeft phpBB een veiligheidsspecialist in het ontwikkelteam zitten en nieuwe versies worden door een externe partij gecontroleerd op veiligheid. Tevens is er een kwaliteitscontrole voor elke nieuwe versie.
Ook voor het captcha-systeem van phpBB bestaan vele oplossingen. Standaard captcha's maken gebruik van een afbeelding met diverse letters en cijfers die moeten worden overgetypt. Doordat spamrobots dit tegenwoordig ook kunnen oplossen, volstaat deze beveiliging niet meer. Sinds phpBB 3.0.6 bestaat er een plugin-systeem om een geheel eigen vorm van een captcha te maken, die niet meer alleen vertrouwt op visuele herkenning. Ook zijn er diverse andere mogelijkheden bijgekomen om spam terug te dringen. Op de meeste phpBB forums die juist zijn ingericht is spam bijna geen issue meer.